# Manuel Menchaca
Manuel Joaquín Menchaca (San Nicolás de los Arroyos, provincia de Buenos Aires, 1 de diciembre de 1876 - Buenos Aires, 26 de agosto de 1969) fue un médico, farmacéutico y político argentino, primer gobernador elegido aplicando la Ley Sáenz Peña (de voto secreto), en la provincia de Santa Fe por la Unión Cívica Radical.

## Biografía
En 1904 fue el principal promotor de la creación del Colegio Nacional de Santa Fe y de las escuelas taller.
Pero Manuel J. Menchaca ha pasado a la historia argentina por ser el primer gobernador electo en elecciones libres por el voto secreto establecido por la Ley Sáenz Peña de 1912. Ese mismo año de 1912, Menchaca se impuso por 25.000 votos contra 17.000 de Lisandro de la Torre. Gobernó entre 1912 y 1916.
Durante su gobierno estalló la gran huelga agraria conocida como Grito de Alcorta. Menchaca se diferenció de la actitud favorable a los grandes propietarios que sostuvo el gobierno nacional, interviniendo para promover un acuerdo entre ambas partes.

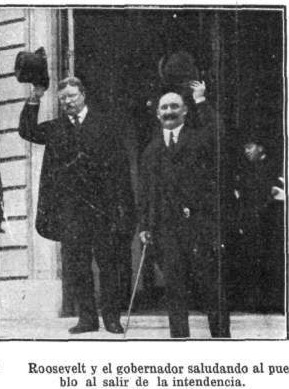
Menchaca junto al presidente de los Estados Unidos Theodore Roosevelt

En 1914 comenzó la Primera Guerra Mundial, viéndose afectada la economía de la provincia debido a la prohibición de exportaciones. Menchaca organizó cocinas populares para atenuar los efectos negativos de la desocupación.
Como parte de la Reforma Universitaria gestionó positivamente la nacionalización de la Universidad del Litoral.
En 1921 fue presidente de la Convención Constituyente de reformó la constitución provincial, que, vetada por el gobernador Enrique Mosca, recién adquirió vigencia real en 1931.